# Бирхану Легесе
Бирхану Легесе Гурмеса (англ. Birhanu Legese Gurmesa; 11 сентября 1994, Гыйон, Оромия, Эфиопия) — эфиопский бегун на длинные дистанции. В настоящее время является частью команды NN Running Team, которой управляет Global Sports Communication.

## Карьера
Легесе выиграл в многочисленных международных марафонах и других соревнованиях, включая победу, одержанную в Рас-эль-Хаймском полумарафоне в 2016.
В 2019 году выиграл на Токийском марафоне со временем 2:04:48 несмотря на холодную погоду (6-8 градусов), пронизывающий ветер и непрекращающийся дождь. В 2020 успешно защитил свой титул в Токио и выиграл со временем 2:04:15.

## Личные рекорды
Лучшие достижения Легесе:
| Дистанция        | Время    | Место                 | Дата             |
| ---------------- | -------- | --------------------- | ---------------- |
| 1500 метров      | 3:44.07  | Луанда, Ангола        | 2 января 2014    |
| 3000 метров      | 7:51.09  | Хенгело, Нидерланды   | 08 июня 2014     |
| 5000 метров      | 13:08.88 | Шанхай, Китай         | 18 мая 2014      |
| 10 км            | 27:34    | Тарудант Марокко      | 10 марта 2013    |
| 10 миль на шоссе | 45:38    | Амстердам, Нидерланды | 17 сентября 2017 |
| полумарафон      | 59:20    | Нью-Дели, Индия       | 29 ноября 2015   |
| 25 км            | 1:15:48  | Калькутта, Индия      | 16 декабря 2018  |
| марафон          | 2:02:48  | Берлин, Германия      | 29 сентября 2019 |

## Участие в марафонах
- Дубайский марафон 2018 2:04:15 (6-й)
- Чикагский марафон 2018 2:08:41 (10-й)
- Токийский марафон 2019 2:04:48 (1-й)
- Берлинский марафон 2019 2:02:48 (2-й)
- Токийский марафон 2020 2:04:15 (1-й)[6]